# 境浄水場
境浄水場（さかいじょうすいじょう、英称 Sakai Purification Plant）は、東京都武蔵野市関前一丁目にある東京都水道局の浄水場。

## 概要
1924年（大正13年）3月30日通水。原水は村山貯水池（多摩湖）及び山口貯水池（狭山湖）から引き入れている。境浄水場は第一水道拡張事業第1期工事の一環として築造されたもので、緩速濾過方式の浄水場としては日本最大規模である。正式部署名は東京都水道局東村山浄水管理事務所境浄水場である。
なお、所在する武蔵野市は、水道事業に関して東京都水道局に委託せず、独自の市営水道を運営しているため、境浄水場の水が給水されることはない。

## 沿革
- 1924年（大正13年）3月30日 - 通水。給水開始。
- 1945年（昭和20年）4月1日 - 米陸軍第21爆撃兵団による中島飛行機武蔵野製作所爆撃で濾過池に被弾。

## 特徴

### 原水
通水当初より、多摩川の表流水を小作取水堰、羽村取水堰から村山貯水池及び山口貯水池を通じて引き入れた水を原水としている。村山貯水池及び山口貯水池も小河内貯水池（奥多摩湖）と同様に、気温及び水温の影響を受け、成層期及び循環期がある。成層期には、底層水の溶存酸素が減少し、底質からマンガン、アンモニア及びリン酸イオンの溶出が起こりやすくなる。また、村山貯水池及び山口貯水池では引入・引出による水位変動が大きく、一般の湖沼と比較して一定期間中に多量の栄養分が補給され、生物の生産量も大きい。貯水池に於ける浮遊性藻類の繁殖はその種類によっては緩速濾過の濾過障害の原因となるため、原水引出に際しては、貯水池の状況に合わせて取水深度を選択している。

### 大開渠
山口貯水池から第一村山線を自然流下してきた原水は減勢弁室で減圧されて緩速濾過池に流入する。

### 緩速濾過池
総面積92,600 m2、水深2,500 mm、標準ろ速4.000 m/日で、甲群及び乙群が各々10池で20池である。うち3池を予備池としている。浄化機能は砂層と砂層表面に増殖した微生物群によって水中の不純物を捕捉のうえ酸化分解する作用に依存したものである。このため、濾過膜が出来るまでは、ろ速を1 m/日程度として、濾過水中に細菌が100/mL以下、濁度が0.05度未満になるまで濾過排水を継続する養生を行う。濾過膜は概ね3〜4日の養生で回復する。標準的な濾過継続日数は40日程度であるが、夏季は生物活性が高くなり、濾過膜が浮上することがあるため20日程度、冬季は珪藻類であるキンベラが発生するため、20〜30日程度である。濾過を継続していくと、ろ高が上昇し濾過能力が低下する為、濾過水濁度、一般細菌数等が水質基準に近付いたり、損失水頭が一定値を超過した場合には、濾過を停止し、汚泥の蓄積した濾過池表面から1〜2 cm程度の砂層を削取機で回収し、洗砂機で洗浄のうえ再利用する。削取り作業を繰り返していくと、砂層が40 cm程度になり規定層厚より薄くなるため、砂層の端に浄砂を入れ、打って返しを行う。ただし、ろ速を変化させる際は、濁質が漏洩しないよう濾過膜の養生を設け段階的に変化させなければならない。また、夏季に濾過継続日数を4週間以上とるとユスリカが発生するので注意する。

### 集合井（八角井、六角井）
八角井は濾過池甲群の濾過水あるいは東村山浄水場から東村山〜和田堀線(⌀1,600 mm)で送水された上水を第一境・和田堀線(⌀1,890 mm)で和田堀給水所へ送水し、六角井はは濾過池乙群から接合井（おぼれ堰）へ濾過水を送水する。

### 接合井（おぼれ堰）
通称おぼれ堰。六角井から送水された濾過池乙群の濾過水あるいは東村山〜和田堀線で送水された上水を第二境・和田堀線(⌀1,970 mm)で和田堀給水所へ送水する。

### 洗砂機
連続回転3段式であり、洗砂能力4〜5 m3/時で4台が設置されている。

### 返送ポンプ井
濾過膜養生で発生した濾過排水は排水渠を通じて流入するので、返送ポンプ及び返送管を用いて大開渠に返送する。

## 境浄水場専用鉄道
かつては、濾過池に用いる砂を輸送するために国鉄中央線快速武蔵境駅から専用鉄道（引込線）が敷設されており、玉川上水を跨いで現在の南門から浄水場に入り、濾過池乙2〜5の前が砂卸場となっていた。現在は撤去されているが南門及び砂卸場、本村公園に名残がある。

## テレビドラマ
2009年6月25日放送分のフジテレビ系列木曜劇場『BOSS』LAST CASEの撮影が行われた。境浄水場は"調布刑務所"役であった。

## アクセス方法
- 鉄道

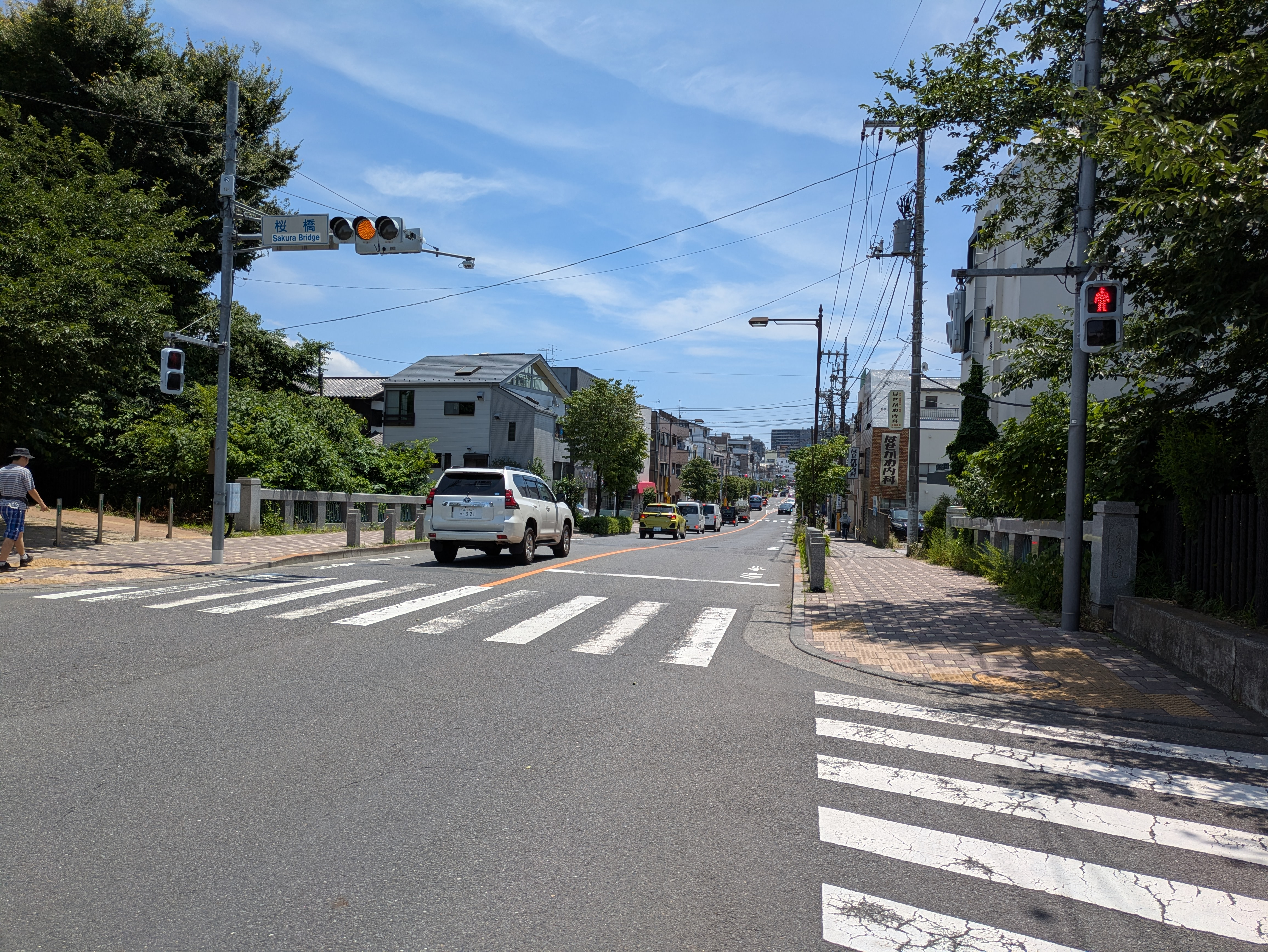
武蔵境通り、桜橋信号。正門が接する交差点で、桜橋バス停も同場所に設置されている。（武蔵野市関前）（2025年6月）

  - JR東日本■中央線快速武蔵境駅下車。徒歩10分。
  - 西武鉄道■多摩川線武蔵境駅下車。徒歩10分。
- バス
  - 西武バス 武蔵境駅－田無駅経由－ひばりヶ丘駅・桜橋バス停下車。徒歩1分未満。
- 道路
  - 東京都道7号杉並あきる野線（井ノ頭通り）
  - 東京都道253号保谷狭山自然公園自転車道線（上記と水道道路として連続化して存在。起点部が徒歩10分程の至近距離に存在する。）
  - 東京都道12号調布田無線(武蔵境通り)